# Passation de pouvoir entre Albert II et Philippe

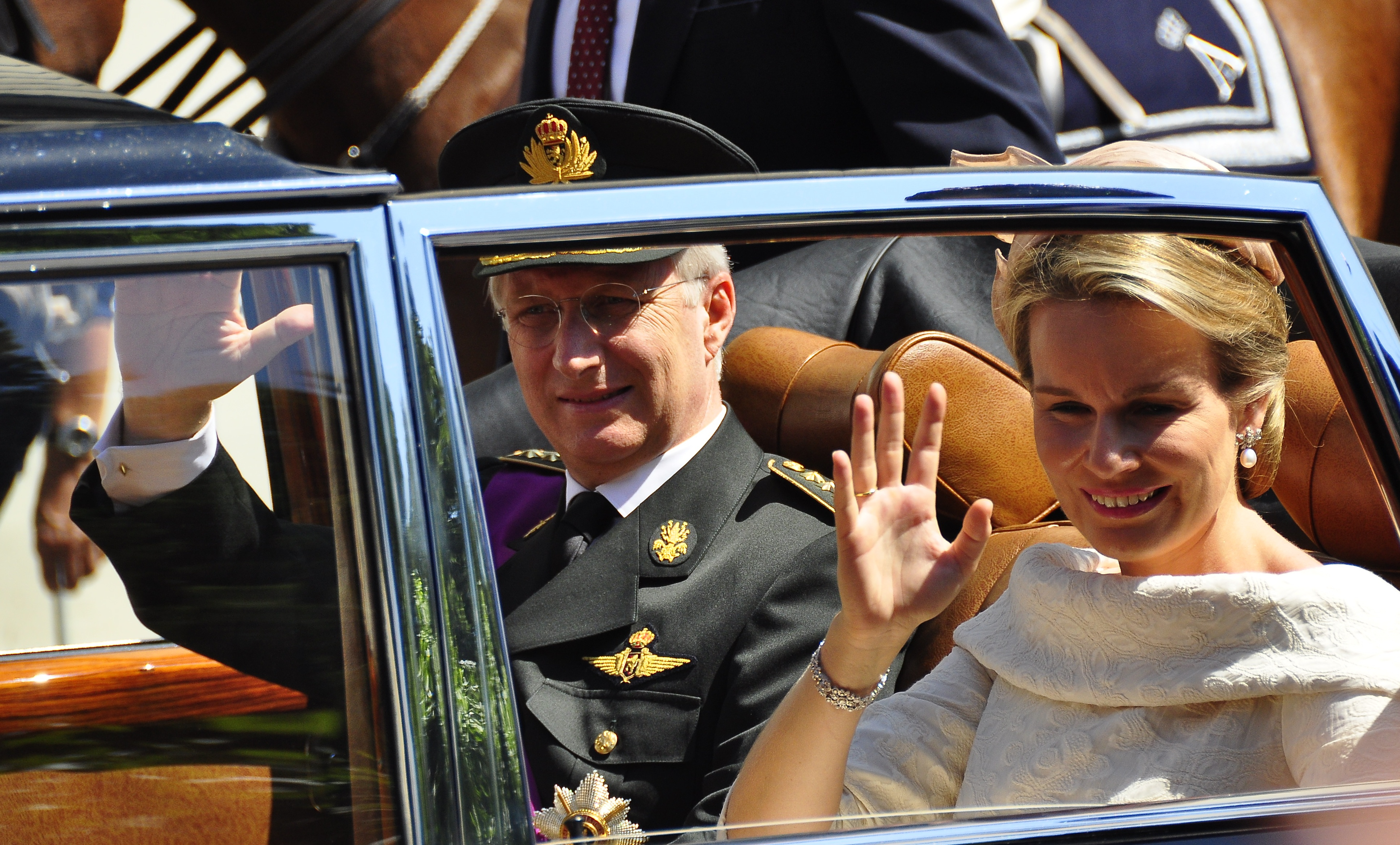
Philippe, roi des Belges, et son épouse la reine Mathilde, saluent le public après la prestation de serment du nouveau roi devant le Parlement belge, le 21 juillet 2013.

Le 21 juillet 2013, jour de fête nationale en Belgique, est un jour particulier dans l'histoire du pays, qui vit l'abdication du roi Albert II et l'accession au trône de son fils Philippe, lequel devient le 7e roi des Belges. Compte tenu de ces circonstances particulières, les cérémonies de cette journée ont fait l'objet d'une large couverture médiatique nationale et internationale.

## Déroulement de la passation de pouvoir
La famille royale belge assiste, à 9 heures, au traditionnel Te Deum du 21 juillet, à la cathédrale Saints-Michel-et-Gudule de Bruxelles, célébration qui est l'occasion de saluer l'œuvre du roi abdicataire.

### Abdication du roiAlbertII
Le roi Albert II se présente en la salle du trône du Palais royal de Bruxelles, à 10 h 45, pour signer l'acte de son abdication en présence des autorités politiques et représentants des corps constitués agissant en qualité de témoins. 

Sont présents notamment, le gouvernement fédéral au complet, la famille royale (à savoir le futur roi Philippe et son épouse Mathilde, la reine Paola, la reine Fabiola, le prince Laurent et son épouse, la princesse Astrid et son époux) les ministres-présidents des entités fédérées (Rudy Vervoort ministre-président de la Région bruxelloise, Karl-Heinz Lambertz ministre-président de la Communauté germanophone, Rudy Demotte ministre-président de la Région wallonne et de la Communauté française, Kris Peeters, ministre-président de la Communauté flamande), les présidents des différents parlements nationaux et régionaux (dont Jan Peumans, président du parlement flamand et membre du parti républicain et indépendantiste N-VA), les présidents de la plupart des partis politiques démocratiques, les anciens Premiers ministres, les autorités judiciaires et militaires du pays. 

Le roi prononce d'abord un discours devant l'assemblée, dans lequel il remercie les acteurs de la 6e réforme de l'État qui est alors en cours. Il fait part de son attachement à l'unité du pays en conseillant aux décideurs de la maintenir à tout prix. Il ose également un écart non prévu dans le discours en remerciant la Reine Paola, la gratifiant d'un « gros kiss ». 

Vient ensuite le discours du Premier ministre, Elio Di Rupo, qui remercie le roi pour son règne, et la lecture de l'acte d'abdication par Annemie Turtelboom, ministre de la Justice. Cet acte est signé par 11 témoins symbolisant les trois pouvoirs, dont le premier ministre et les six vice-Premiers ministres (pouvoir exécutif), le président de la Chambre André Flahaut, la présidente du Sénat Sabine de Bethune (pouvoir législatif) et les présidents des plus hautes chambres de justice du pays (pouvoir judiciaire), pour être ensuite signé de la main d'Albert II lui-même. 

Dès ce moment, commence l'inter-règne qui, selon la Constitution belge, ne peut durer qu'un maximum de dix jours. Selon le droit constitutionnel belge, la succession d'un roi décédé ou abdiquaire ne commence en effet qu'au moment de la prestation de serment du nouveau roi devant le Parlement réuni, dans l'hémicycle de la Chambre des représentants de Belgique, qui a droit de préséance sur le Sénat.

### Prestation de serment du roi Philippe
La cérémonie, qui se tient au palais de la Nation où siègent les représentants de la Nation, débute par la déclaration bilingue de Sabine de Bethune, présidente néerlandophone du Sénat belge et d'André Flahaut, président francophone de la Chambre des représentants de Belgique, constatant l'abdication du roi Albert II.
Le prince Philippe est alors introduit dans l'hémicycle du Parlement, réaménagé pour la circonstance, pour prononcer, dans les trois langues nationales, le français, le néerlandais et l'allemand, la prestation de serment, faisant de lui le nouveau roi des Belges.
Le nouveau roi prononce ensuite le discours du trône. Bien que présente, la délégation du parti indépendantiste flamand Nieuw-Vlaamse Alliantie s'est abstenue de toute démonstration. Le député indépendant flamand Jean-Marie Dedecker n'a pas applaudi le discours, tandis que le parti d'extrême-droite flamand Vlaams Belang était absent. José Manuel Durão Barroso, président de la Commission européenne, a été convié à la cérémonie et l'hymne européen a été exécuté à la suite de La Brabançonne, l'hymne national, pour symboliser l'attachement de la Belgique à l'Union européenne.
Le couple royal s'est ensuite rendu, encadré par l'escorte royale à cheval, au Palais royal pour saluer la foule rassemblée. Comme il est de tradition, une salve de 101 coups de canon a été tirée depuis le Parc du Cinquantenaire.

### Salut au soldat inconnu à la colonne du Congrès
Comme il est de tradition lors de l'accession au trône d'un nouveau roi en Belgique, Philippe s'est rendu à 14 h 10 à la Colonne du Congrès pour rendre hommage au soldat inconnu – cérémonie qui ne fait ordinairement pas partie du programme des manifestations de la Fête nationale – en présence des autorités politiques et militaires. Pour la première fois, le roi porte à cette occasion la tenue de général quatre étoiles, grade du roi en qualité de chef nominal des armées et plus haut grade de l'armée belge.

### Défilé militaire
En fin d'après-midi, le roi Philippe a assisté à la traditionnelle revue du 21 juillet, première manifestation officielle à laquelle a pris part le nouveau souverain. Celle-ci est l'occasion de célébrer le soixantième anniversaire de la fin de la Guerre de Corée à laquelle avait participé un contingent belge. Le défilé est également marqué par une importante présence des forces armées européennes, du contingent belge de la Force internationale d'assistance et de sécurité (ISAF) ou encore du contingent attaché à la Force intérimaire des Nations unies au Liban (FINUL).